# نوسکاپین
نوسکاپین یا نارکوتین یک آلکالوئید بنزی‌لیزوکینولین است که در گیاهان تیرهٔ کوکناریان از جمله تریاک وجود دارد و به عنوان یک داروی ضدسرفه استفاده می‌شود.
از دههٔ ۱۹۶۰ احتمال تأثیرات ضدسرطان نوسکاپین مطرح بوده‌است. تحقیقی در سال ۲۰۱۰ در دانشگاه کالیفرنیا-سان دیگو تأثیر مثبت نوسکاپین در درمان سرطان پروستات را نشان داده‌است.
تحقیقی در ایران هم تأثیرات ضد التهابی نوسکاپین بر روی موش صحرایی را نشان داده‌است.